# Vo Dao Vietnam

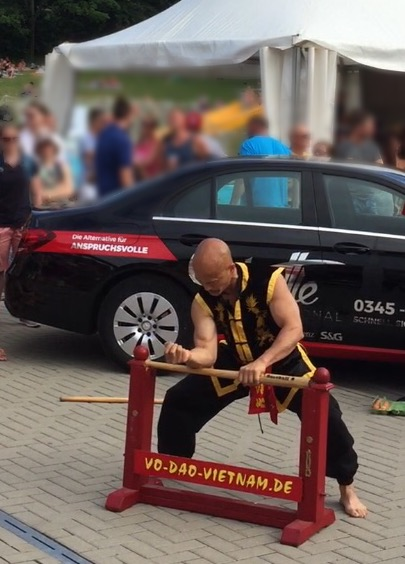
Chu-Tan-Cuong im Juni 2017 in Halle (Saale)

Vo Dao Vietnam ist eine Kampfkunst aus Vietnam.
Vo: Kampfkunst („Martial“)
Dao: Der Weg, den der Lernende nimmt / Die Methode / Das Prinzip
Vietnam: Das Land Vietnam
Vo Dao Vietnam ist eine Kampfkunst, die durch Großmeister Chu-Tan-Cuong während und nach seinem Studium in Halle in den späten 1980ern an die europäische Anatomie angepasst wurde. In dieser Zeit gelang es dem Großmeister, zahlreiche Schulen – vor allem im Osten Deutschlands – zu gründen.

## Graduierungen
Vo Dao Vietnam kennt sechs Schülergrade und mehrere Meistergrade. Die Prüfungen für die einzelnen Grade werden bei Großmeister Chu-Tan-Cuong abgelegt. Dabei helfen ihm die Meister René Schnuer, Chu-Tan-Chau sowie André Müller. Die Schülergrade sind logisch aufeinander aufbauend. Sie bestehen zunächst aus Grundtechniken, Kombinationen und einer oder mehreren zusammenfassenden Abläufen, den Bai-Quyen. In höheren Schülergraden sind Kämpfe sowie Waffentechniken ebenfalls Prüfungsbestandteil.

## Techniken
Die Techniken der Schülergrade umfassen waffenlose Techniken, den Langstock und das Schwert. Es werden darüber hinaus weitere Waffentechniken vermittelt, die mitunter große Meisterschaft erfordern. Dazu gehört zum Beispiel die Kette, das Nunchaku, die Hellebarde und der Speer sowie der Umgang mit Kurzstöcken. Höhere Schülergrade trainieren auch den Freikampf, der vom ersten Grad an geschult wird. Vo Dao Vietnam kennt außerdem Selbstverteidigung, Akrobatik und Atemtechnik. Die Abhärtung des Körpers macht den Kämpfer widerstandsfähiger gegen Angriffe.
Ab der Vorbereitung auf die Meisterprüfung wird auch Akupressur gelehrt.

## Logo
Das Logo des Vo Dao Vietnam zeigt neben dem Yin-und-Yang-Symbol – auf Vietnamesisch Am & Duong – auch den Bambus. Beide sind umrahmt von einem Achteck. Es birgt die Himmelsrichtungen in sich.
Der Bambus hat für die Vietnamesen eine zentrale Bedeutung. Er ist zentraler Lebensbestandteil, denn er spendet u. a. Nahrung, Baumaterial und Kleidung. Außerdem ist er einerseits fest, andererseits sehr flexibel; eine Eigenschaft, die auch ein Kampfkunstschüler zeigen sollte.